# Мечислав Лимановський
Мечислав Болеслав Вінцентій Лимановський (пол. Limanowski Mieczysław Bolesław Wincenty; 6 січня 1876, Львів — 25 грудня 1948, Торунь, Польща) — польський і литовський географ і геолог, дослідник четвертинного періоду, професор, літературний критик, театрознавець і театральний діяч.

## Біографія
Народився 6 січня 1876 року у Львові, Королівство Галичини та Володимирії (Австрійська імперія), у сім'ї Болеслава Лимановського, відомого завдяки своїм соціалістичним поглядам.

### Освіта
Навчався в початкових школах у Швейцарії і Франції, де на той час проживали його батьки. У 1889—1996 роках навчався в середніх школах у Львові та Кракові. У 1897 році з відзнакою закінчив ц.-к. Львівську вищу реальну школу. У 1897—1899 роках вивчав інженерну справу у Львівському політехнічному університеті. Під керівництвом професора Ю. Медвецького захопився геологією. У 1907 році продовжив освіту в місті Лозанна у професора Моріса Люжона, де здобув докторський ступінь з геології. У 1908 році повернувся до Львова, працював у Музеї Дідушицьких, Татранському музеї в м. Закопане.

### Театральна діяльність
Мечислав ще зі школи захоплювався театром, пізніше організовував аматорські вистави і друкував театральні рецензії. У 1914 році брав участь в інноваційному проєкті з постановки «Кракус» К. К. Норвіда на цирковій арені. Був одним із засновників (разом з А. Зелверовичем) Театру «Powszechny» у Варшаві (прем'єра відбулася 8 травня 1915 року). Влітку 1915 року, в зв'язку із закриттям театру, як громадянин Австрії був доставлений до Москви, де працював у культурно-просвітницькій комісії при Польському Домі.
Разом з актором і режисером Ю. Остервою познайомився з театральним режисером К. Станіславським і його творчістю. Працював літератором у Польському театрі і писав театральні рецензії в польські газети. У грудні 1918 року переїхав до Варшави. Заснував і керував Польською театрально-художньою студією, читав лекції у Варшавській драматичній школі.
У 1919—1927 роках, спільно з Юліушем Остервою, заснував і керував Театром «Редута» (літературний керівник). У 1925 році разом із театром переїхав до Вільно, Литва.

### Наукова діяльність у галузі геології
У 1899 році опублікував свої перші статті з геології в «Przegląd Zakopane» й у варшавському «Всесвіті».
У 1900 році відвідав Всесвітню виставку в Парижі, де входив до складу групи студентів Львівського політехнічного інституту. Взяв участь в роботі 8-ї сесії Міжнародного геологічного конгресу. У 1901—1903 роках організував нову геологічну виставку в музеї Татри. У 1903 році написав дисертацію на тему: «Перм і наземний тріас в Татрах».
Проживав переважно у Варшаві, вивчав геотектоніку Татр і Карпат, виділив великі тектонічні одиниці в мантії Татр. Провів польові дослідження в Подолі, Криму, Румунії, Німеччині, Франції, Бельгії, південній Італії та Сицилії, а також в Адріатичному морі. З 1919 року працював у Польському геологічному інституті. Проводив наукові дослідження в Померанії. Заклав основи стратиграфії четвертинних відкладень на території Польщі. Вивчав плейстоцен північно-східної Польщі. Займався загальними питаннями геотектонічної структури Польщі. Був палким прихильником охорони природи, зробив вирішальний вплив на створення національного парку в Татрах.
З 1927 року обіймати посаду професора географії в Університеті імені Стефана Баторія у Вільно (нині Вільнюський університет).
У 1928 році очолював польську делегацію на міжнародному з'їзді (асамблеї), присвяченому 40-ї річниці утворення Данського геологічного інституту (Данський геологічної служби). Став одним з ініціаторів створення Асоціації з вивчення четвертинного періоду Європи (нині Міжнародний союз із вивчення четвертинного періоду).
Був керівником відділу фізичної географії Східноєвропейського науково-дослідного інституту у Вільнюсі. Також очолював Комітет охорони природи; зокрема, під його керівництвом було розроблено проекти заповідників Озера Тракай та Світязь, Пущі Прудницької й інших природних пам'яток.
Після Другої світової війни М. Лимановський читав лекції в Університеті імені Миколая Коперника в польському місті Торунь.
Помер 25 січня 1948 року в місті Торунь, Польща.